# Kanton Décines-Charpieu
Kanton Décines-Charpieu (francouzsky Canton de Décines-Charpieu) je francouzský kanton v departementu Rhône v regionu Rhône-Alpes. Tvoří ho tři obce.

## Obce kantonu
- Chassieu
- Décines-Charpieu
- Genas